# GD 61
GD 61 är en ensam stjärna belägen i den mellersta delen av stjärnbilden Perseus. Den har en skenbar magnitud av ca 14,8 och kräver ett kraftfullt teleskop för att kunna observeras. Baserat på parallaxmätning inom Hipparcosuppdraget på ca 18,55 mas, beräknas den befinna sig på ett avstånd på ca 150 ljusår (ca 50 parsek) från solen.

## Egenskaper
GD 62 är en blå dvärgstjärna av spektralklass DBAZ3. Den har en massa som är ca 0,7 solmassa och har en effektiv temperatur av ca 17 300 K. Den tros ha varit en huvudseriestjärna av spektraltyp A0 V med cirka tre gånger solens massa, som har åldrats och passerat genom en fas som röd jätte, vilken lämnat en tät, het rest. Den noterades 1965 av astronomer från Lowell Observatory i Arizona först som en potentiell degenererad stjärna vid en undersökning av misstänkta vita dvärgar.
År 2013 upptäcktes en omgivande stoftskiva som var ett resultat av upplösningen av en vattenrik asteroid i nära omloppsbana runt GD 61, vilket gör detta till den första upptäckten av fast eller flytande vatten på ett objekt utanför solsystemet. Denna asteroid skulle ursprungligen ha bestått av 26 viktprocent vatten, nära vattenhalten i Ceres. Forskarna använde Cosmic Origins Spectrograph på rymdteleskopet Hubble för att bestämma skivans sammansättning. Grundämnena magnesium, kisel, järn och syre upptäcktes, alla komponenter av stenplaneter, även om nivåerna av syre var mycket högre än vad som kunde förklaras. Bristen på kol lämnade bara en kandidat för syreöverskottet - vatten.